# Susan Hobson
Susan Hobson, född 13 mars 1958, är en australisk friidrottare. Hon deltog vid olympiska sommarspelen 1992, olympiska sommarspelen 1996 och olympiska sommarspelen 2000.